# Scaggsville
Scaggsville es un lugar designado por el censo ubicado en el condado de Howard en el estado estadounidense de Maryland. En el Censo de 2010 tenía una población de 24.333 habitantes y una densidad poblacional de 881,83 personas por km².

## Geografía
Scaggsville se encuentra ubicado en las coordenadas 39°8′10″N 76°52′9″O / 39.13611, -76.86917. Según la Oficina del Censo de los Estados Unidos, Scaggsville tiene una superficie total de 27.59 km², de la cual 26.64 km² corresponden a tierra firme y (3.45%) 0.95 km² es agua.

## Demografía
Según el censo de 2010, había 24.333 personas residiendo en Scaggsville. La densidad de población era de 881,83 hab./km². De los 24.333 habitantes, Scaggsville estaba compuesto por el 52.69% blancos, el 25.98% eran afroamericanos, el 0.32% eran amerindios, el 13.64% eran asiáticos, el 0.05% eran isleños del Pacífico, el 2.93% eran de otras razas y el 4.39% pertenecían a dos o más razas. Del total de la población el 8.58% eran hispanos o latinos de cualquier raza.